# Pill
Pill è un comune austriaco di 1 170 abitanti nel distretto di Schwaz, in Tirolo.